# Initiative des trois mers
Pour les articles homonymes, voir ITM.
L’Initiative des trois mers (ITM), aussi connu comme l’Initiative des mers Baltique, Adriatique et de la mer Noire (IMBAMN), est un forum de pays d'Europe centrale et orientale, tous membres de l'Union européenne. Elle compte treize États membres, dont les neuf de Bucarest, membres de l'ancien bloc de l'Est, ainsi que deux États associés. Elle vise à créer un dialogue nord-sud sur différents enjeux régionaux. Ils se sont réunis pour leur premier sommet à Dubrovnik en 2016.

## Description
L'Initiative des trois mers compte treize pays membres le long d'un axe nord-sud de la mer Baltique à la mer Adriatique et la mer Noire : l'Autriche, la Bulgarie, la Croatie, l'Estonie, la Grèce (depuis 2023, et qui ajoute de fait la mer Égée comme quatrième mer), la Hongrie, la Lettonie, la Lituanie, la Pologne, la Roumanie, la Slovaquie, la Slovénie et la Tchéquie. Tous, sauf l'Autriche et la Grèce ont été dirigés par des gouvernements fantoches de l'URSS jusqu'à sa dislocation.
Elle compte aussi deux États membres associés depuis 2023 :  la Moldavie et l'Ukraine.

## Caractéristiques des pays
| Pays      | Capitale   | Superficie (km2) (2016) | Population en millier (2020) | Taux de chômage (%) (2017) | Taux d'imposition total (% des bénéfices commerciaux) (2016) | PIB nominal par habitant ($) (2016) | PIB en millions ($) (2016) | Dépenses militaires en % du PIB (2022) | Devise                 | IDH (2021) | Poids des votes au Conseil de l'Union européenne | Chef de l’État           | Depuis           | Chef du gouvernement    | Depuis            |
| --------- | ---------- | ----------------------- | ---------------------------- | -------------------------- | ------------------------------------------------------------ | ----------------------------------- | -------------------------- | -------------------------------------- | ---------------------- | ---------- | ------------------------------------------------ | ------------------------ | ---------------- | ----------------------- | ----------------- |
| Autriche  | Vienne     | 83879                   | 8859                         | 5,7                        | 51,6                                                         | 49927,8                             | 386427,79                  | 0,8                                    | Euro (EUR)             | 0,916      | 10                                               | Alexander Van der Bellen | 26 janvier 2017  | Sebastian Kurz          | 18 décembre 2017  |
| Bulgarie  | Sofia      | 111000                  | 6966                         | 6,2                        | 27,0                                                         | 7350,8                              | 52395,16                   | 1,5                                    | Lev bulgare (BGN)      | 1,6        | 10                                               | Roumen Radev             | 22 janvier 2017  | Boïko Borissov          | 4 mai 2017        |
| Croatie   | Zagreb     | 56590                   | 4105                         | 10,9                       | 20,9                                                         | 12090,7                             | 50425,33                   | 2,2                                    | Euro (EUR)             | 1          | 7                                                | Kolinda Grabar-Kitarovic | 15 février 2015  | Andrej Plenković        | 19 octobre 2016   |
| Estonie   | Tallinn    | 45230                   | 1315                         | 5,5                        | 48,7                                                         | 17574,7                             | 23134,74                   | 2,1                                    | Euro (EUR)             | 0,890      | 4                                                | Kersti Kaljulaid         | 10 octobre 2016  | Jüri Ratas              | 23 novembre 2016  |
| Grèce     | Athènes    | 131957                  | 10482                        | 12,8                       |                                                              | 20939                               | 222                        |                                        | Euro (EUR)             | 0,887      |                                                  | Konstantínos Tasoúlas    | 13 mars 2025     | Kyriákos Mitsotákis     | 26 juin 2023      |
| Hongrie   | Budapest   | 93030                   | 9771                         | 4,3                        | 46,5                                                         | 12665,8                             | 124342,94                  | 1,5                                    | Forint (HUF)           | 0,846      | 12                                               | János Áder               | 10 mai 2012      | Viktor Orbán            | 29 mai 2010       |
| Lettonie  | Riga       | 64490                   | 1928                         | 9,3                        | 35,9                                                         | 14118,1                             | 27677,39                   | 2                                      | Euro (EUR)             | 0,863      | 4                                                | Raimonds Vējonis         | 8 juillet 2015   | Arturs Krišjānis Kariņš | 23 janvier 2019   |
| Lituanie  | Vilnius    | 65286                   | 2731                         | 7,5                        | 42,7                                                         | 14879,7                             | 42738,88                   | 2,5                                    | Euro (EUR)             | 0,875      | 7                                                | Dalia Grybauskaitė       | 12 juillet 2009  | Saulius Skvernelis      | 22 novembre 2016  |
| Pologne   | Varsovie   | 312680                  | 38282                        | 5,2                        | 40,4                                                         | 12372,4                             | 469508,68                  | 2,4                                    | Złoty (PLN)            | 0,876      | 27                                               | Andrzej Duda             | 6 août 2015      | Donald Tusk             | 11 décembre 2017  |
| Roumanie  | Bucarest   | 238390                  | 19524                        | 5,1                        | 38,4                                                         | 9474,1                              | 186690,60                  | 1,7                                    | Leu roumain (RON)      | 0,821      | 14                                               | Klaus Iohannis           | 21 décembre 2014 | Mihai Tudose            | 29 juin 2017      |
| Slovaquie | Bratislava | 49035                   | 5440                         | 8,5                        | 51,6                                                         | 16496,0                             | 89551,83                   | 1,8                                    | Euro (EUR)             | 0,848      | 7                                                | Andrej Kiska             | 15 juin 2014     | Peter Pellegrini        | 22 mars 2018      |
| Slovénie  | Ljubljana  | 20270                   | 2070                         | 7,2                        | 31,0                                                         | 21304,6                             | 43990,64                   | 1,2                                    | Euro (EUR)             | 0,918      | 4                                                | Borut Pahor              | 22 décembre 2012 | Marjan Šarec            | 13 septembre 2018 |
| Tchéquie  | Prague     | 78870                   | 10650                        | 3,3                        | 50                                                           | 18266,5                             | 192924,59                  | 1,4                                    | Couronne tchèque (CZK) | 0,889      | 12                                               | Miloš Zeman              | 8 mars 2013      | Andrej Babiš            | 6 décembre 2017   |
| Ensemble  | Ensemble   | 1 218 750               | 111 641                      | 5,95                       | 42                                                           | 14498,90                            | 1 220 299,89               | 2                                      |                        |            | 118/352                                          |                          |                  |                         |                   |

## Historique
L'initiative a tenu sa première réunion au sommet à Dubrovnik, les 25 et 26 août 2016. Les deux jours de l'événement se sont terminés par une déclaration d'intention de coopération en matière économique, en particulier dans le domaine de l'énergie et des transports et de l'infrastructure de communication. Le Président polonais Andrzej Duda a appelé l'initiative « un nouveau concept pour promouvoir l'unité de l'Europe et sa cohésion, c'est une idée de la coopération entre les 12 pays situés entre la mer Adriatique, la mer Baltique et la mer Noire, les trois mers de l'Europe Centrale »,. Parmi les hôtes présents il y avait l'adjoint ministériel chinois pour les Affaires étrangères Liu Haixing, qui a parlé de l'interconnexion avec la Nouvelle route de la soie, ainsi que l'ancien conseiller à la Sécurité nationale, le Général James L. Jones, qui a insisté sur le rôle de l'initiative dans le développement européen et la sécurité.
Le deuxième sommet s'est tenu les 6 et 7 juillet 2017 à Varsovie. Le Président américain Donald Trump a participé au sommet,. Au sommet de l'OTAN du mercredi 11 juillet 2018 Donald Trump met en cause l'Allemagne qu'il juge « prisonnière » de la Russie à cause du projet de gazoduc Nord Stream 2 et exige l'abandon de celui-ci.
Les pays participants ont mis en place le Forum Business des trois mers.
Un sommet se réunit les 6 et 7 septembre 2023 à Bucarest, en Roumanie. La Grèce rejoindra les 11 membres de l'Initiative lors du sommet, apportant un accès à la mer Égée. La Géorgie, la Moldavie et la Macédoine du Nord pourraient y adhérer ultérieurement, et l'Ukraine est « partenaire associé » depuis 2022. Le projet de l'Initiative consiste à construire un axe Nord-Sud sur le flanc est de l'Europe, en développant des infrastructures de transport, d'énergie ou encore dans le numérique, pour remplacer l'axe Est-Ouest avec la Russie. La Pologne et la Lituanie ont déjà construit des terminaux d'importation de gaz naturel liquéfié (GNL) sur la Baltique pour se passer du gaz russe, ainsi que la Croatie sur l'Adriatique et la Grèce en mer Égée, avec le port d'Alexandroúpoli, en lien avec la Bulgarie. Le projet Via Carpatia regroupe des chantiers d'infrastructures routières orientées Nord-Sud, entre la Pologne et la Grèce. L'Union européenne apporte une part importante des financements, ainsi que les États-Unis.

### Sommets
|     | Date                   | Emplacement          | Hôte                     | Notes |
| --- | ---------------------- | -------------------- | ------------------------ | --- |
| 1er | Les 25 et 26 août 2016 | Dubrovnik (Croatie)  | Kolinda Grabar-Kitarović | |
| 2e  | 6-7 juillet 2017       | Varsovie (Pologne)   | Andrzej Duda             | Le Président américain Donald Trump y a assisté |
| 3e  | 17-18 septembre 2018   | Bucarest (Roumanie)  | Klaus Iohannis           | Le Président de la Commission Européenne Juncker, le ministre des affaires étrangères allemand Heiko Maas et le Secrétaire à l'Énergie des États-Unis Rick Perry y ont assisté |
| 4e  | 5-6 juin 2019          | Ljubljana (Slovénie) | Borut Pahor              | Le Président de la Commission Européenne Juncker, le président de l'Allemagne Frank-Walter Steinmeier et le Secrétaire à l'Énergie des États-Unis Rick Perry y ont assisté     |
| 5e  | 19-20 octobre 2020     | Tallinn (Estonie)    | Kersti Kaljulaid         | [ 22 ] |
| 6e  | 8-9 juillet 2021       | Sofia (Bulgarie)     | Roumen Radev             | ? |
| 7e  | 20-21 juin 2022        | Riga (Lettonie)      | Egils Levits             | |
| 8e  | 6-7 septembre 2023     | Bucarest (Roumanie)  | Klaus Iohannis           | |
| 9e  | 11 avril 2024          | Vilnius (Lituanie)   | Gitanas Nausėda          | |
| 10e | En 2025                | ? (Pologne)          | Andrzej Duda             | |

## Projets
L'initiative est étroitement liée à deux grands projets d'infrastructure dans la région :
- une autoroute nord-sud « Via Carpatia », permettant la connexion de Klaipėda, en Lituanie, à Thessalonique, en Grèce
- une infrastructure de gaz naturel liquéfié, avec des terminaux en Pologne et en Croatie, et un gazoduc de raccordement.